# Santurantikuy

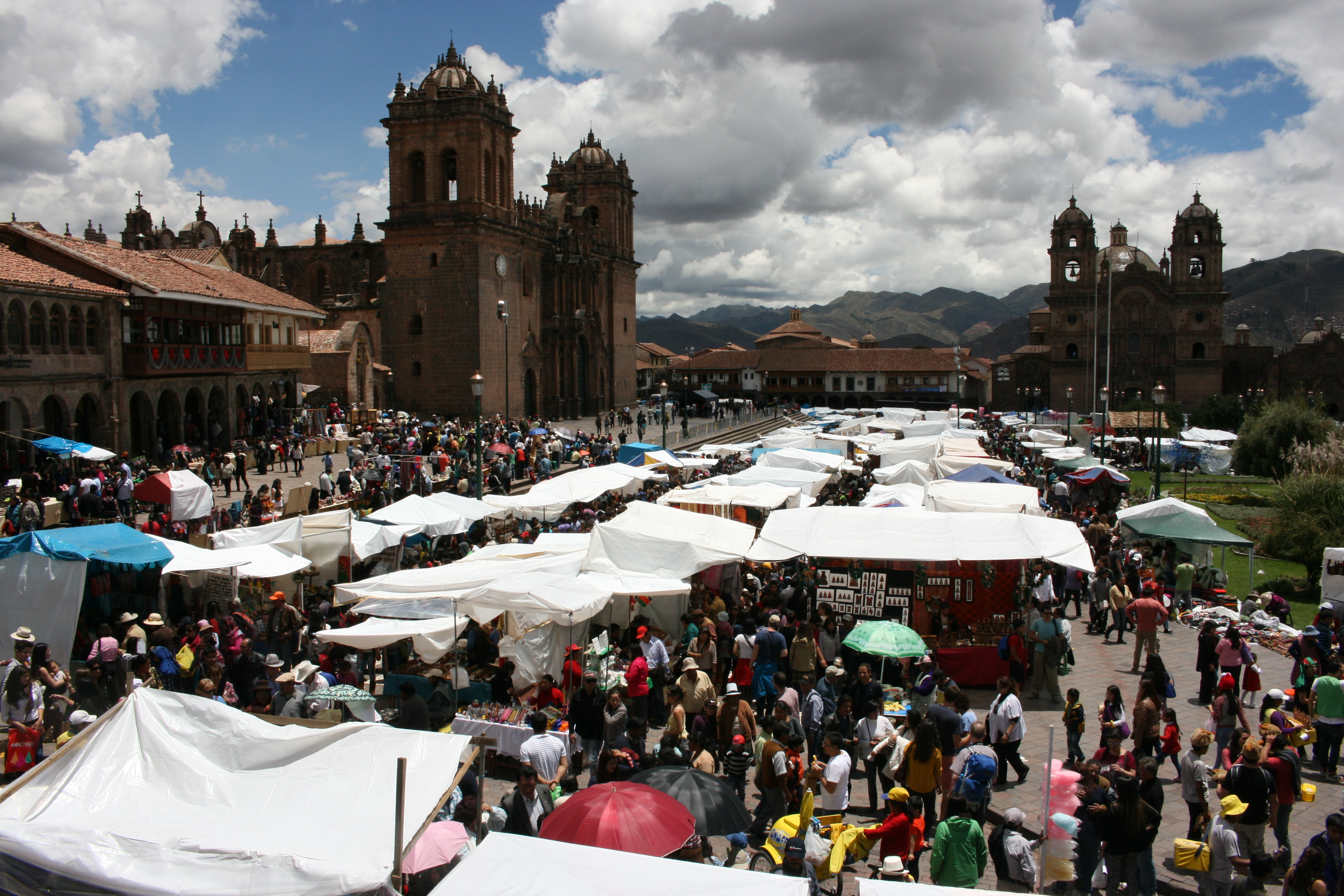
Santurantikuy en 2014

El santurantikuy, mercado o venta de santos, es una feria navideña que se realiza en el Cusco y que data del siglo XVI, años en los que se inició la venta de «arcones» para las familias nobles, monasterios y conventos del Cusco. Santurantikuy significa «venta de santos» en quechua.
La feria dura todo el día y la noche del 24 de diciembre y se celebra en la plaza del Cusco, y además de artesanías de santos (lo que le da nombre a la feria), también se instalan vendedores de comida y de un licor local llamado «ponche» que se sirve caliente.

## Artesanías del santurantikuy
Las artesanías más comunes son las figurillas de barro para adornar los nacimientos que se arman en las casas, estas son traídas desde varios pueblos del Cusco. También se venden artesanías de barro cocido traídas desde Pukará, en donde destaca el «torito». También son comunes las miniaturas de objetos que uno desea tener en la realidad, a estas figuras se les llaman «ilusiones».
Las figurillas pueden ser de lana, madera, yeso u otro material, incluso velas coloreadas y decoradas. También son típicos las figuras de pastores con trajes indígenas o mestizos.

## Manuelito»
La figura o santo emblema del santurantikuy es el «Manuelito», que es el nombre que se le da localmente al «Niño Dios» o «Niño Jesús». 
Según la tradición popular cusqueña, Jesús viene acompañado de la música celestial de los «phallalla phalchascha», o «pito de agua». La figura del «Manuelito» siempre es representada como un niño blanco de cabellos negros, ojos de vidrio, paladar de espejo y cabellos humanos obtenidos del primer corte de pelo de un niño.

## Declaratoria como patrimonio cultural de la Nación
La feria tradicional del santurantikuy fue proclamada patrimonio cultural de la nación peruana el 22 de setiembre de 2009
, por ser una de las expresiones culturales más llamativas que haya dejado el catolicismo en la región andina del Perú.